# Anisopheidole
Anisopheidole é um gênero de insetos, pertencente a família Formicidae.

## Espécies
- Anisopheidole antipodum